# Dorfkirche Bölzke

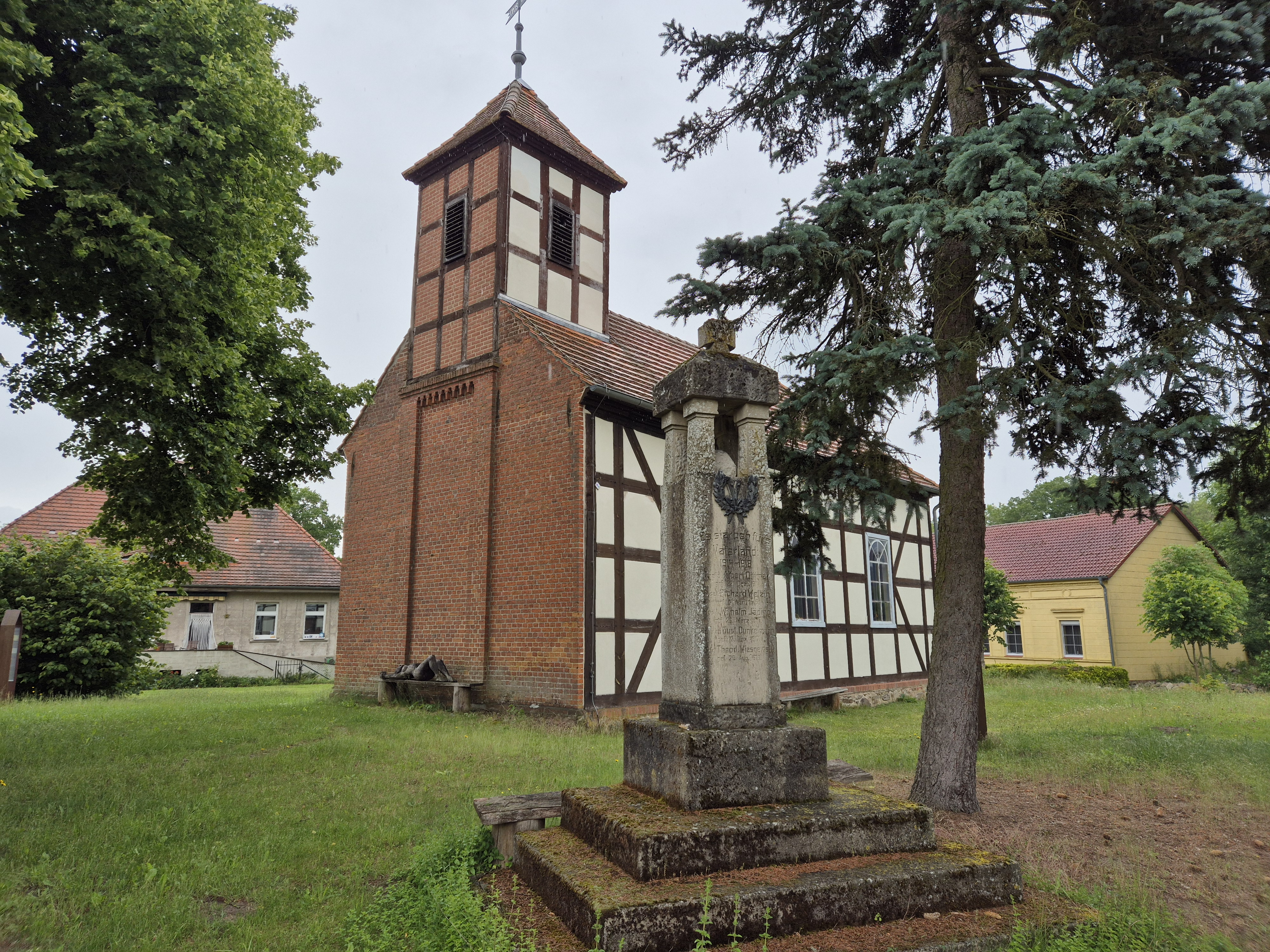
Dorfkirche in Bölzke von Südwesten; davor ein Kriegerdenkmal für die Gefallenen des Ortes im Ersten Weltkrieg (2025)

Die denkmalgeschützte Dorfkirche im Pritzwalker Wohnplatz Bölzke ist ein Saalbau aus dem Jahr 1825 mit quadratischem Fachwerkdachreiter. War sie bis 1903 ausschließlich aus Fachwerk konstruiert, wurde beim Umbau die Westseite massiv mit Ziegeln erneuert.
Die Fachwerkkirche gehört zum Pfarrsprengel Heiligengrabe des Kirchenkreises Prignitz, Sprengel Potsdam der Evangelischen Kirche Berlin-Brandenburg-schlesische Oberlausitz. Sie ist Teil des Annenpfads, eines rekonstruierten Pilgerrundwegs im Landkreis Prignitz, Brandenburg.

## Lage
Die Kirche befindet sich zentral im Rundlingsdorf Bölzke, einem Wohnplatz der Kleinstadt Pritzwalk. Im Südwesten steht ein Kriegerdenkmal für die Gefallenen des Ersten Weltkriegs.

## Geschichte
Nach der Inschrift der bauzeitlichen Wetterfahne wurde die Kirche im Jahr 1825 errichtet. Die dendrochronologische Untersuchung des Dachwerks datierte den Schlag des Holzes auf 1824. Sowohl 1872 als auch 1903 fanden dann Umbauten statt. Dabei wurde 1903 die Westseite der Kirche mit Mauerziegeln erneuert. 1998 wurde der Förderverein gegründet. Von 2009 bis 2011 fand eine Sanierung und Restaurierung statt. Im Zuge dessen wurden um die Kirche herum Informationsstelen aufgestellt, die sich mit dem Pilgerwesen beschäftigen.

## Beschreibung

### Architektur
Es handelt sich um einen schlichten Saalbau, großteils aus Fachwerk, auf der Westseite massiv aus Mauerziegeln. Auf dem Satteldach, das im Osten abgewalmt ist, sitzt im Westen ein Fachwerkdachreiter. Er ist quadratisch und schließt mit einem stumpfen Pyramidendach ab.

### Ausstattung
Im Inneren befindet sich ein Kanzelaltar von J. H. Groth im Stil des Rokoko aus der zweiten Hälfte des 18. Jahrhunderts, 1757. Weiterhin ist im Westen eine Empore eingezogen, die Mitte des 20. Jahrhunderts zur Winterkirche abgeschlossen wurde.

## Nutzung
Die evangelische Gemeinde gehört zum Pfarrsprengel Heiligengrabe des Kirchenkreises Prignitz, Sprengel Potsdam der Evangelischen Kirche Berlin-Brandenburg-schlesische Oberlausitz. Gottesdienste finden nur noch vereinzelt statt. Die Hauptnutzung besteht mittlerweile aus kulturellen Veranstaltungen wie Ausstellungen, Filmvorführungen, Konzerten und Theater.
Der Förderverein zum Erhalt der Bölzker Kirche e.V. kümmert sich um die Bewahrung des Kirchbaus.

## Galerie

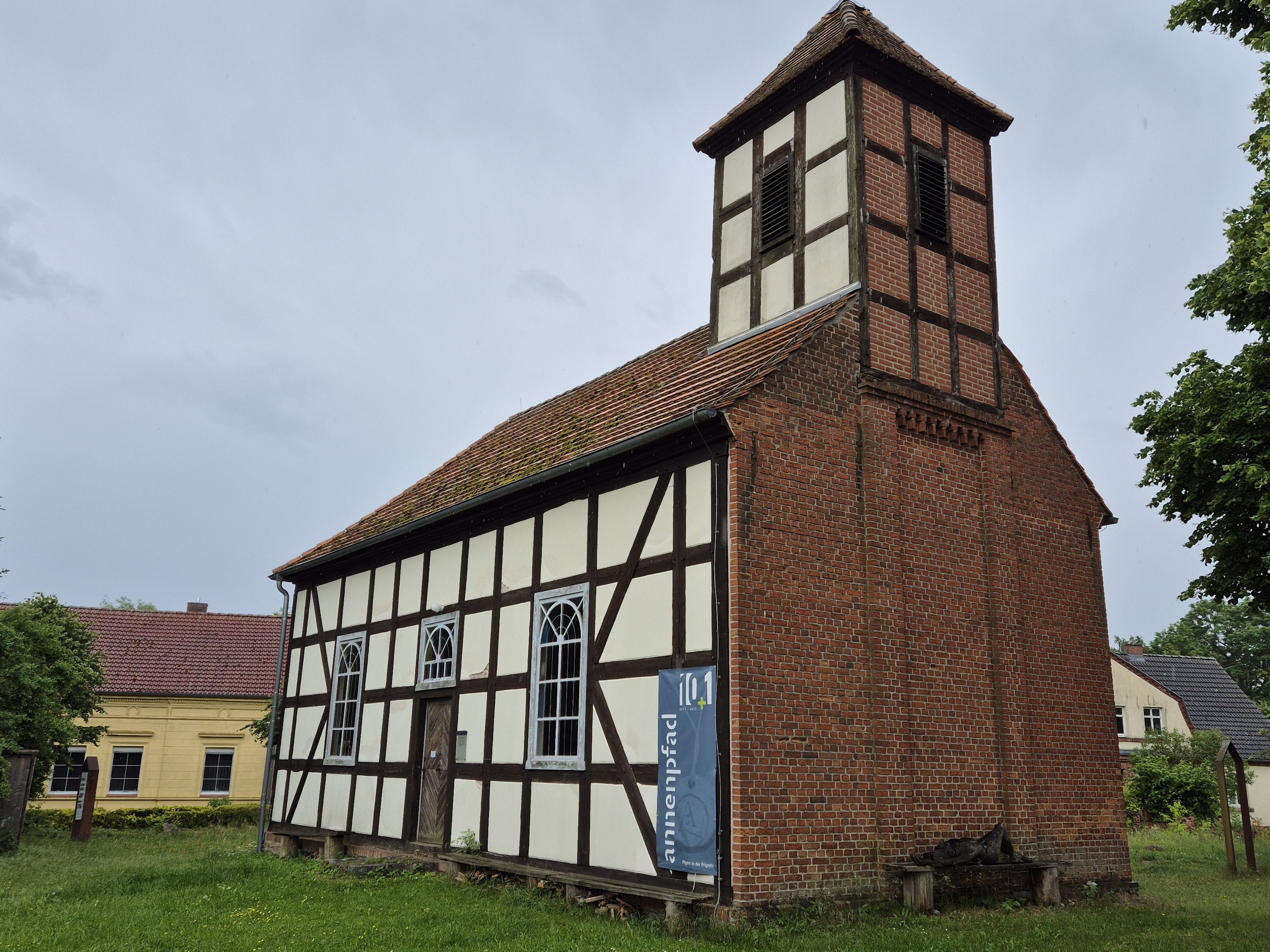
Nordwesten (2025)
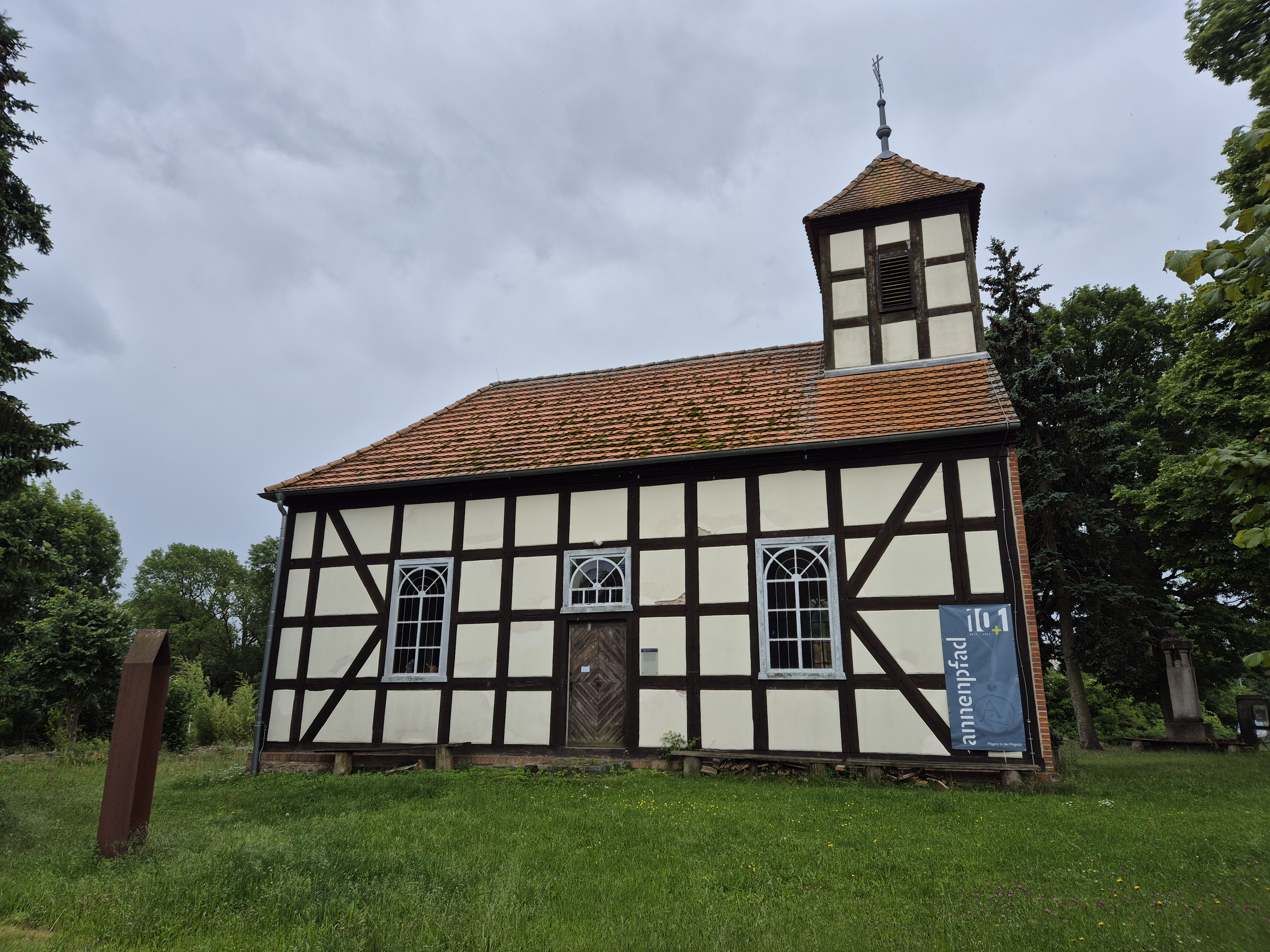
Norden (2025)
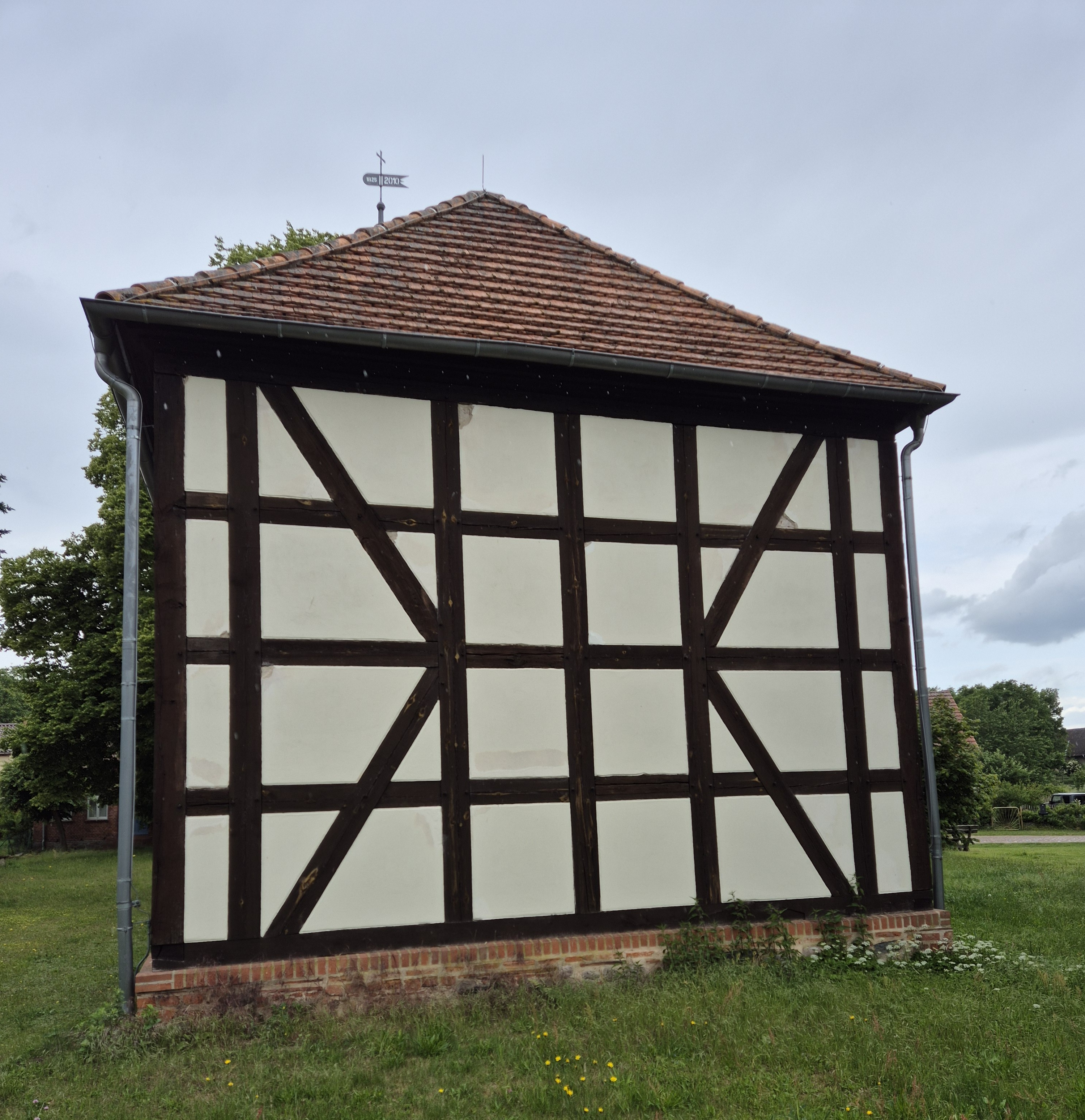
Osten (2025)
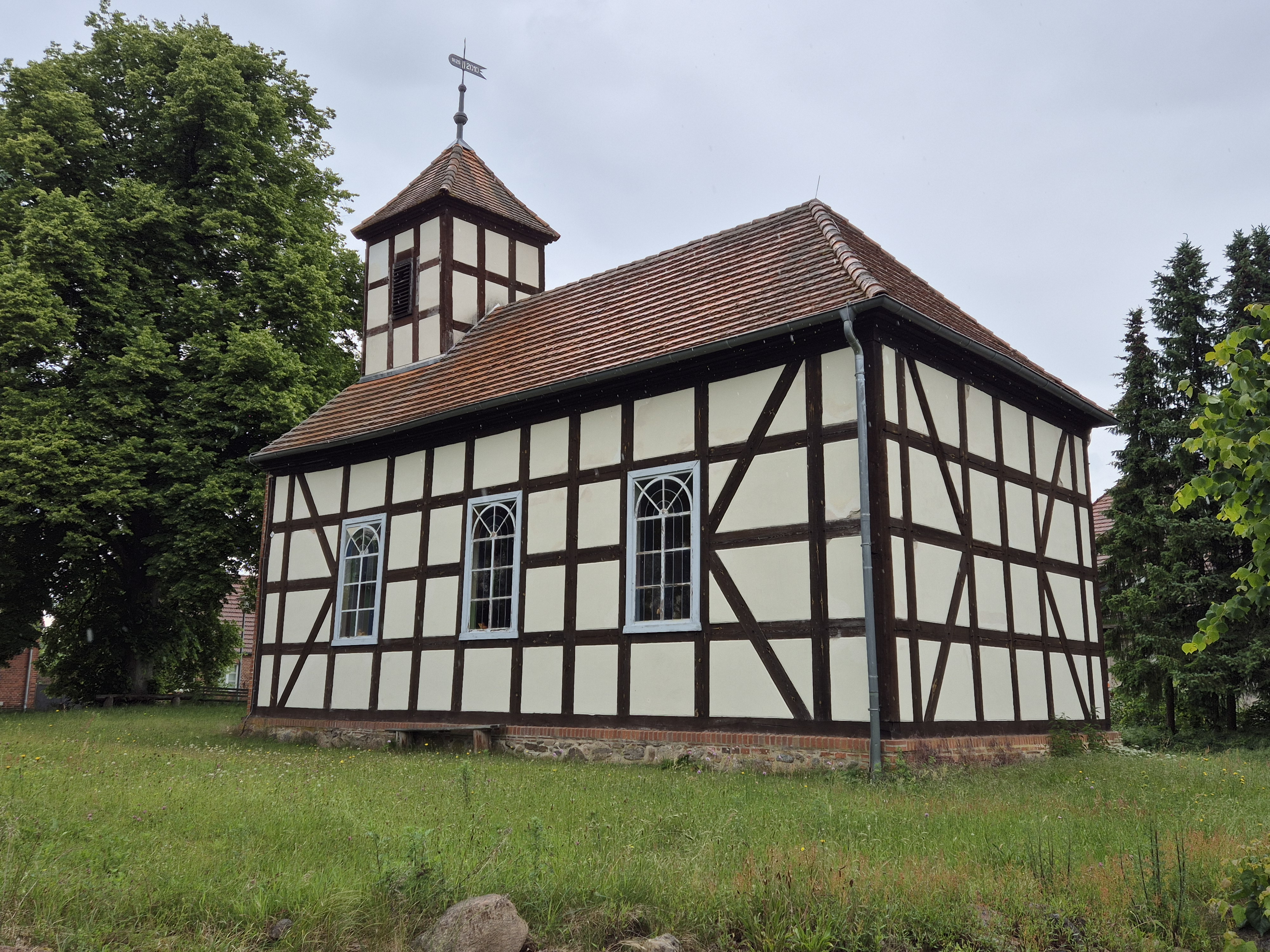
Südosten (2025)
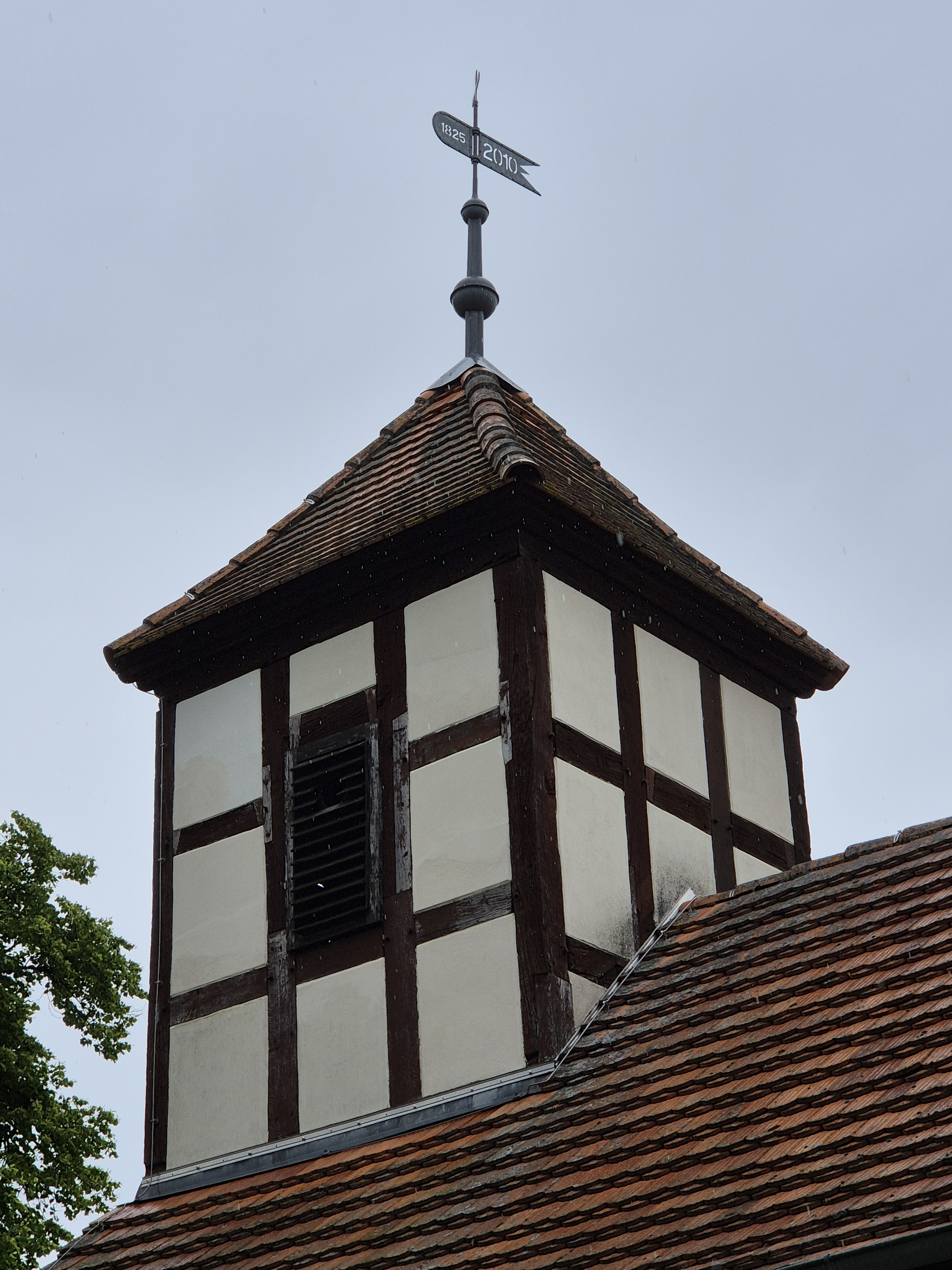
Turm von Südosten (2025)
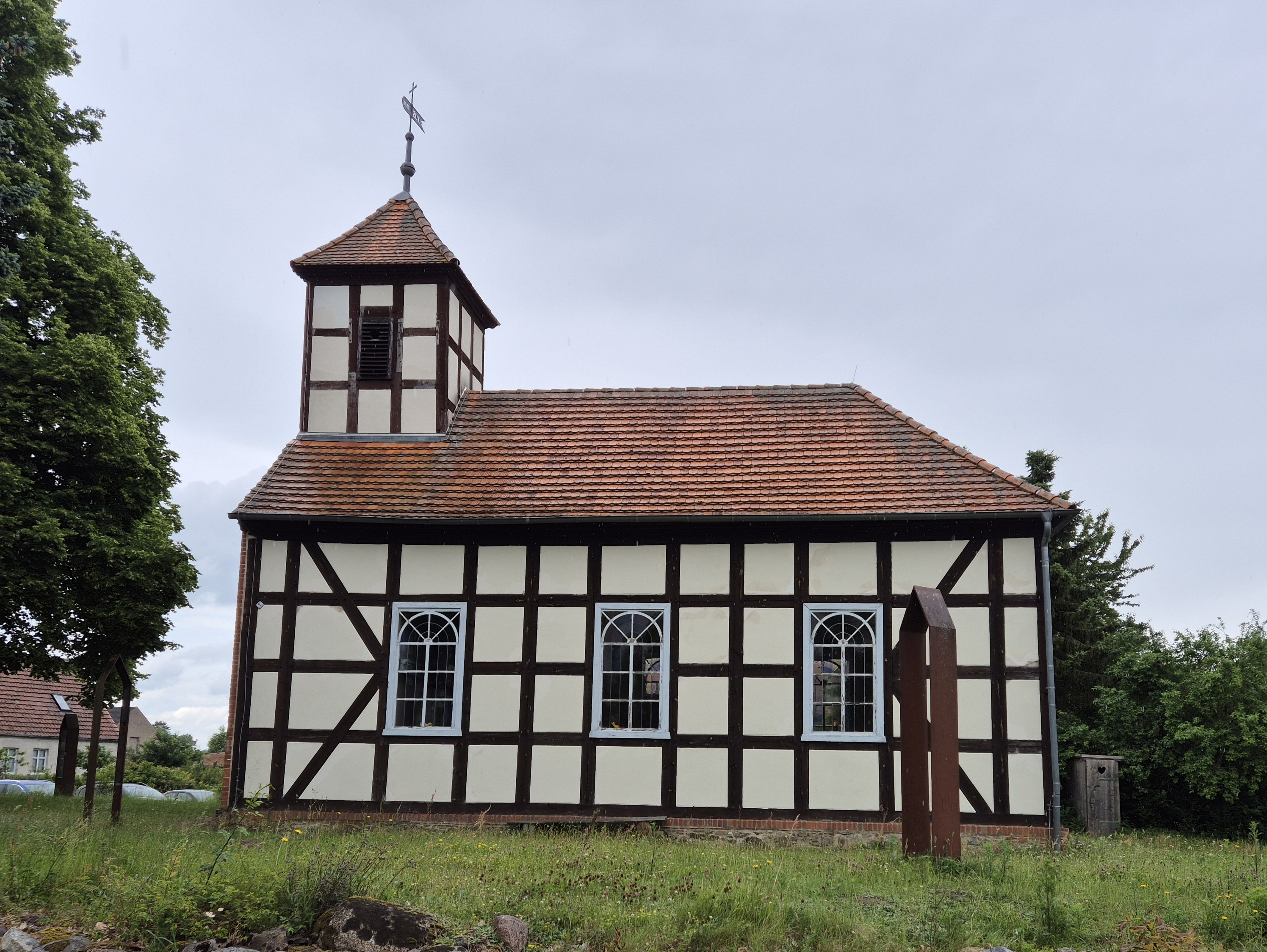
Süden (2025)
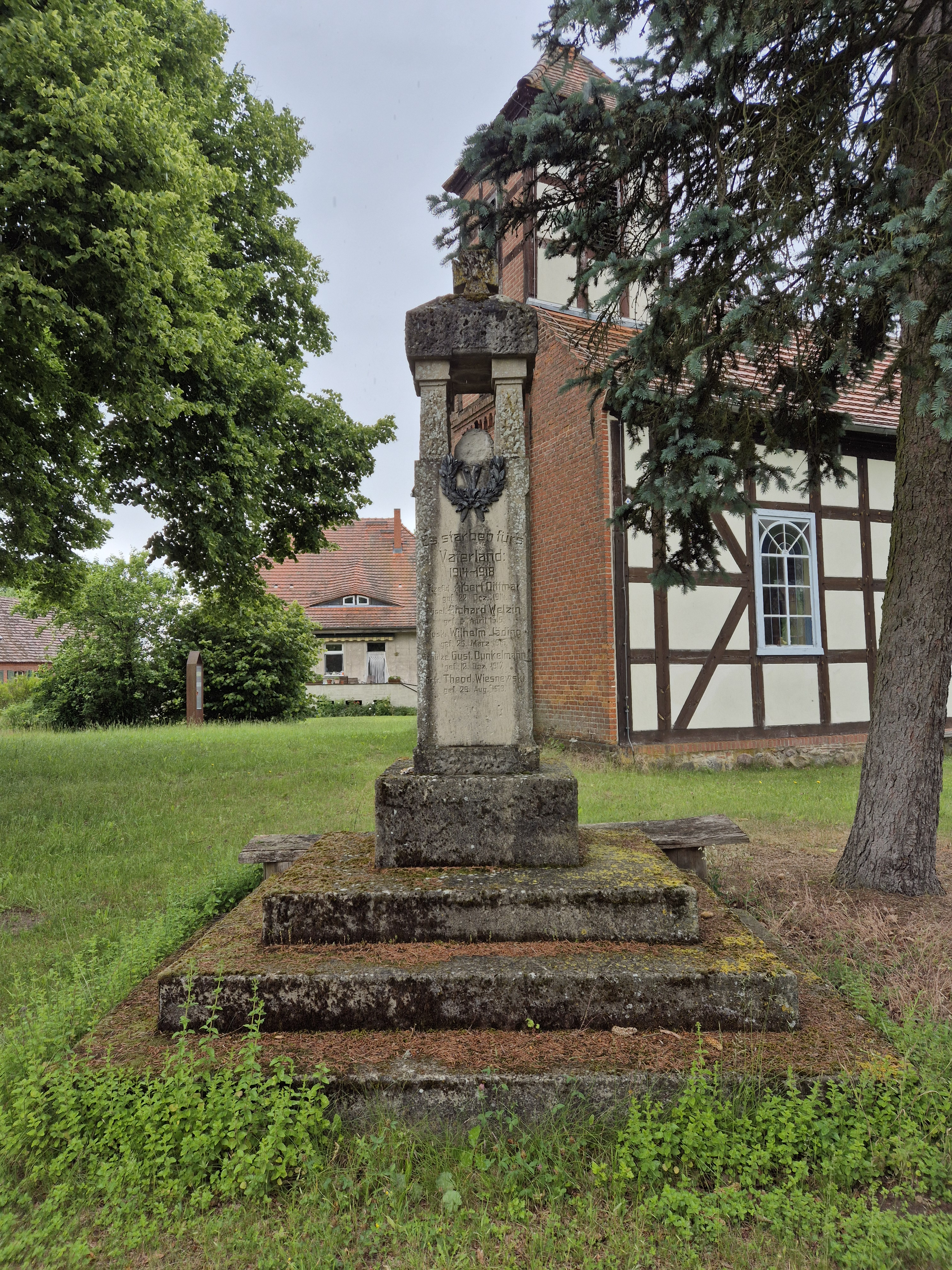
Kriegerdenkmal (2025)